# Мацей Амбросєвич
Мацей Амбросєвич (пол. Maciej Ambrosiewicz, нар. 24 травня 1998, Гдиня, Польща) — польський футболіст, півзахисник клубу «Термаліка Брук-Бет».

## Ігрова кар'єра

### Клубна
Мацей Амбросєвич народився у місті Гдиня і займатися футболом почав у школі місцевого клубу «Арка». Після чого два роки провів на стажуванні в чеському клубі «Карвіна».
Але згодом футболіст повернувся до Польщі і на професійному рівні дебютував у клубі Першої ліги «Гурник» у 2016 році. З яким в тому ж сезоні виборов право на підвищення і наступний сезон Амбросєвич розпочав вже як гравець Екстракласи.
Влітку 2019 року Амбросєвич підписав контракт з «Віслою» з Плоцька, де провів наступні два сезони. У січні 2021 року футболіст як вільний агент перейшов до клубу Першої ліги «Заглемб'є» (Сосновець). Але вже через рік півзахисник перейшов до клубу «Термаліка Брук-Бет», де відіграв половтну сезону в Екстракласі і вибув до Першої діги.

### Збірна
В період з 2018 по 2019 роки Мацей Амбросєвич провів шість поєдинків у складі молодіжної збірної Польщі.